# Kramer mot Kramer
Kramer mot Kramer (originaltitel: Kramer vs. Kramer) är en amerikansk dramafilm från 1979, i regi av Robert Benton. Filmen handlar om en skilsmässa och vårdnadstvist mellan ett par, spelade av Dustin Hoffman och Meryl Streep. 

## Handling
En dag när Ted Kramer kommer hem sent från jobbet berättar hans fru Joanna att hon lämnar honom. Ted får lära sig att ta hand om sin 6-årige son Billy, som han fram till dess inte har hunnit bry sig så mycket om. Hans liv med sonen blir så småningom lättare men han får också problem med sin karriär eftersom livet som ensam förälder tar mycket tid och kraft från arbetet. En tid senare kommer Joanna plötsligt tillbaka och säger till Ted att hon vill ha ensam vårdnad om Billy. En rättslig process inleds om vem av dem som ska få vårdnaden om sonen. 

## Om filmen
- Filmen belönades med fem Oscar: bästa film, bästa manliga huvudroll (Hoffman), bästa kvinnliga biroll (Streep), bästa manus efter förlaga och bästa regi (Benton).

- Filmen hade svensk premiär den 1 mars 1980 på biografen Cinema i Stockholm (Birger Jarlsgatan 41).
- Filmen bygger på en roman av Avery Corman.

## Rollista (i urval)
- Dustin Hoffman - Ted Kramer
- Meryl Streep - Joanna Kramer
- Justin Henry - Billy Kramer
- Jane Alexander - Margaret Phelps
- Petra King - Petie Phelps
- Melissa Morell - Kim Phelps
- Howard Duff - John Shaunessy
- George Coe - Jim O'Connor
- JoBeth Williams - Phyllis Bernard
- Howland Chamberlain - Judge Atkins
- Dan Tyra - Court Clerk

## Kritik
| ”                                                    | [...] För det är ingen tvekan om att Kramer mot Kramer har sin genialitet just i konstellationen Dustin Hoffman, Justin Henry och Meryl Streep. Det är den totala trovärdigheten hos dessa tre som gör den här skilsmässohistorien så oavbrutet engagerande. | „ |
| – Elisabeth Sörenson, Svenska Dagbladet, 2 mars 1980 | |   |

## Utmärkelser
| Utmärkelse                                  | Kategori                                                                  | Mottagare        | Resultat  |
| ------------------------------------------- | ------------------------------------------------------------------------- | ---------------- | --------- |
| Oscar                                       | Oscar för bästa film                                                      | Stanley R. Jaffe | Vann      |
| Oscar                                       | Oscar för bästa regi                                                      | Robert Benton    | Vann      |
| Oscar                                       | Oscar för bästa manliga huvudroll                                         | Dustin Hoffman   | Vann      |
| Oscar                                       | Oscar för bästa manus efter förlaga                                       | Robert Benton    | Vann      |
| Oscar                                       | Oscar för bästa manliga biroll                                            | Justin Henry     | Nominerad |
| Oscar                                       | Oscar för bästa kvinnliga biroll                                          | Meryl Streep     | Vann      |
| Oscar                                       | Oscar för bästa kvinnliga biroll                                          | Jane Alexander   | Nominerad |
| Oscar                                       | Oscar för bästa foto                                                      | Nestor Almendros | Nominerad |
| Oscar                                       | Oscar för bästa klippning                                                 | Jerry Greenberg  | Nominerad |
| British Academy Film Awards                 | BAFTA Award for Best Film                                                 | Stanley R. Jaffe | Nominerad |
| British Academy Film Awards                 | BAFTA Award for Best Direction                                            | Robert Benton    | Nominerad |
| British Academy Film Awards                 | BAFTA Award for Best Actor in a Leading Role                              | Dustin Hoffman   | Nominerad |
| British Academy Film Awards                 | BAFTA Award for Best Actress in a Leading Role                            | Meryl Streep     | Nominerad |
| British Academy Film Awards                 | BAFTA Award for Best Screenplay                                           | Robert Benton    | Nominerad |
| British Academy Film Awards                 | BAFTA Award for Best Editing                                              | Jerry Greenberg  | Nominerad |
| Césarpriset                                 | César Award for Best Foreign Film                                         | Robert Benton    | Nominerad |
| David di Donatello Awards                   | David di Donatello for Best Foreign Film                                  | Robert Benton    | Vann      |
| David di Donatello Awards                   | David di Donatello for Best Foreign Actor                                 | Dustin Hoffman   | Vann      |
| David di Donatello Awards                   | Special David                                                             | Justin Henry     | Nominerad |
| Golden Globe Awards                         | Golden Globe Award för bästa film - drama                                 | Stanley R. Jaffe | Vann      |
| Golden Globe Awards                         | Golden Globe Award for Best Director                                      | Robert Benton    | Nominerad |
| Golden Globe Awards                         | Golden Globe Award för bästa manliga huvudroll - drama                    | Dustin Hoffman   | Vann      |
| Golden Globe Awards                         | Golden Globe Award for Best Screenplay                                    | Robert Benton    | Vann      |
| Golden Globe Awards                         | Golden Globe Award for Best Supporting Actor                              | Justin Henry     | Nominerad |
| Golden Globe Awards                         | Golden Globe Award for Best Supporting Actress                            | Jane Alexander   | Nominerad |
| Golden Globe Awards                         | Golden Globe Award for Best Supporting Actress                            | Meryl Streep     | Vann      |
| Golden Globe Awards                         | Golden Globe Award for New Star of the Year in a Motion Picture – Male    | Justin Henry     | Nominerad |
| Nippon Academy-shō                          | Japan Academy Prize for Outstanding Foreign Language Film                 | Robert Benton    | Vann      |
| Blue Ribbon Awards                          | Best Foreign Language Film                                                | Robert Benton    | Vann      |
| Directors Guild of America                  | Directors Guild of America Award for Outstanding Directing – Feature Film | Robert Benton    | Vann      |
| Hochi Film Award                            | Best International Picture                                                | Robert Benton    | Vann      |
| Kansas City Film Critics Circle Awards      | Kansas City Film Critics Circle Award for Best Film                       | Robert Benton    | Vann      |
| Kansas City Film Critics Circle Awards      | Kansas City Film Critics Circle Award for Best Director                   | Robert Benton    | Vann      |
| Kansas City Film Critics Circle Awards      | Kansas City Film Critics Circle Award for Best Actor                      | Dustin Hoffman   | Vann      |
| Kansas City Film Critics Circle Awards      | Kansas City Film Critics Circle Award for Best Supporting Actress         | Meryl Streep     | Vann      |
| Los Angeles Film Critics Association Awards | Los Angeles Film Critics Association Award for Best Film                  | Robert Benton    | Vann      |
| Los Angeles Film Critics Association Awards | Los Angeles Film Critics Association Award for Best Director              | Robert Benton    | Vann      |
| Los Angeles Film Critics Association Awards | Los Angeles Film Critics Association Award for Best Actor                 | Dustin Hoffman   | Vann      |
| Los Angeles Film Critics Association Awards | Los Angeles Film Critics Association Award for Best Supporting Actress    | Meryl Streep     | Vann      |
| National Board of Review Awards 1979        | National Board of Review: Top Ten Films                                   | Robert Benton    | Vann      |
| National Board of Review Awards 1979        | National Board of Review Award for Best Supporting Actress                | Meryl Streep     | Vann      |
| National Society of Film Critics Awards     | National Society of Film Critics Award for Best Film                      | Robert Benton    | Nominerad |
| National Society of Film Critics Awards     | National Society of Film Critics Award for Best Director                  | Robert Benton    | Vann      |
| National Society of Film Critics Awards     | National Society of Film Critics Award for Best Actor                     | Dustin Hoffman   | Vann      |
| National Society of Film Critics Awards     | National Society of Film Critics Award for Best Supporting Actress        | Jane Alexander   | Nominerad |
| National Society of Film Critics Awards     | National Society of Film Critics Award for Best Supporting Actress        | Meryl Streep     | Vann      |
| New York Film Critics Circle Awards         | New York Film Critics Circle Award for Best Film                          | Robert Benton    | Vann      |
| New York Film Critics Circle Awards         | New York Film Critics Circle Award for Best Director                      | Robert Benton    | Nominerad |
| New York Film Critics Circle Awards         | New York Film Critics Circle Award for Best Actor                         | Dustin Hoffman   | Vann      |
| New York Film Critics Circle Awards         | New York Film Critics Circle Award for Best Supporting Actress            | Jane Alexander   | Nominerad |
| New York Film Critics Circle Awards         | New York Film Critics Circle Award for Best Supporting Actress            | Meryl Streep     | Vann      |
| Writers Guild of America Award              | Writers Guild of America Award for Best Adapted Screenplay                | Robert Benton    | Nominerad |
| Youth in Film Awards                        | Young Artist Award for Best Leading Young Actor in a Feature Film         | Justin Henry     | Vann      |